# Akó
Ako war ein Flüssigkeitsmaß im ungarischen Ödenburg und entsprach einem „ungarischen Weineimer“. 
- 1 Ako = 84 ungarische Halbe/Icze = 70 Liter = 1 5⁄16 Pester Eimer
- 1 Ako = 3520 Pariser Kubikzoll[1]

Abweichungen gab es in Pressburg mit 64 und in Debreczin mit 50 Halbe je einem Ako.
Halbe und Icze waren auch Maßstufen im Getreidemaß.